# Teorema de Beatty
En matemática, el teorema de Beatty señala la  condición necesaria y suficiente para que dos sucesiones  pseudo-aritméticas sean una partición de {\displaystyle \mathbb {N} ^{*}}. Fue publicado en 1926 por el matemático canadiense Samuel Beatty, profesor de la Universidad de Toronto. Otra demostración de este teorema se publicó en 1927 por A.Ostrowski (Basilea) y A. C. Aitken (Chicago).

## Enunciado
Afirma la  equivalencia de las dos declaraciones siguientes :
- Los números p y q son positivos, irracionales y verifican {\displaystyle {\frac {1}{p}}+{\frac {1}{q}}=1}
- Las dos secuencias de enteros {\displaystyle P=(E(np))_{n\in \mathbb {N} ^{*}}} y {\displaystyle Q=(E(nq))_{n\in \mathbb {N} ^{*}}} forman una partición del conjunto {\displaystyle \mathbb {N} ^{*}}

en donde la función E designa la función parte entera. El resultado no es generalizable (engañosamente): no es posible hacer una partición de 
{\displaystyle \mathbb {N} ^{*}} con más de tres sucesiones pseudo-aritméticas.
| Demostración |
| Sean p y q dos reales estrictamente positivos, tales que las sucesiones P y Q formen una partición de {\displaystyle \mathbb {N} ^{*}} El resultado se vuelve intuitivo si se introduce la densidad de una parte A de {\displaystyle \mathbb {N} ^{*}}, es el límite - si existe - cuando n tiende a {\displaystyle +\infty } de {\displaystyle {\frac {{\textrm {card}}A\cap \{1,\dots ,n\}}{n}}}. Por ejemplo, el conjunto de números pares (o el conjunto de números impares) tiene una densidad que es de 1/2, el conjunto de números primos tiene una densidad de 0. Se ve fácilmente que los conjuntos {\displaystyle \{E(n\alpha ),n\in \mathbb {N} ^{*}\}} donde {\displaystyle \alpha } es un real positivo tienen densidad {\displaystyle {\frac {1}{\alpha }}}. Los soportes de las secuencias P y Q forman una partición de {\displaystyle \mathbb {N} ^{*}}, luego la suma de sus densidades vale 1 : {\displaystyle {\frac {1}{p}}+{\frac {1}{q}}=1} Además, p y q no pueden ser racionales los dos, dado que si por caso {\displaystyle p={\frac {a_{1}}{b_{1}}},q={\frac {a_{2}}{b_{2}}}}, entonces {\displaystyle E(b_{1}a_{2}p)=E(b_{2}a_{1}q)(=a_{1}a_{2})}. Las sucesiones P y Q no tienen ningún elemento en común. Una de las dos es irracional, por consiguiente las dos son irracionales (pues {\displaystyle p^{-1}+q^{-1}=1}). Recíprocamente, si p et q son irracionales y {\displaystyle p^{-1}+q^{-1}=1}, se prueba por absurdo que los soportes de las sucesiones P y Q son disjuntas. Sea k un entero que se escribe bajo la forma {\displaystyle k=E(np)=E(mq)}. Por definición de parte entera, se tienen las inecuaciones siguientes : {\displaystyle k\leq np<k+1{\mbox{ y }}k\leq mq<k+1} Si se divide la primera inecuación por p, y la segunda por q : {\displaystyle {\frac {k}{p}}\leq n<{\frac {k}{p}}+{\frac {1}{p}}{\mbox{ y }}{\frac {k}{q}}\leq m<{\frac {k}{q}}+{\frac {1}{q}}} Sumando las dos inecuaciones, se obtiene : {\displaystyle k\leq n+m<k+1} k, n y m siendo enteros, esto imlica {\displaystyle k=n+m}; se sigue forzosamente la igualdad entre las dos inecuaciones precedentes. Entonces k = np y k = mq. Lo cual es absurdo dado que p y q son irracionales. Ahora se demuestra que todo entero natural no nulo es alcanzado por una de las dos sucesiones. Sea {\displaystyle n\geq 1} y k = E(np). k es alcanzado por la sucesión P, entonces no por la sucesión Q, existe un único entero m tal que : {\displaystyle E(mq)<k<E((m+1)q)}. De hecho, el entero E(mq) es el entero más grande de la sucesión Q inferior a k. Las aplicaciones {\displaystyle r\mapsto E(rp)} y {\displaystyle r\mapsto E(rq)} son inyectivas dado que p y q son mayores que 1. El intervalo {\displaystyle \{1,\dots ,k\}} contiene entonces {\displaystyle m+n} elementos de sucesiones P y Q (dado que ambas sucesiones tienen soportes disjuntos). Para concluir, es suficiente con probar que k = n + m. Se tiene : {\displaystyle {\frac {k}{p}}\leq n<{\frac {k+1}{p}}{\mbox{ et }}{\frac {k}{q}}-1<m<{\frac {k+1}{q}}} Sumando, se sigue que k - 1 < n + m < k + 1, o bien k = n + m. QED. |

## Ejemplo
Uno de los primeros ejemplos conocidos descubierto en 1907 por el matemático holandés Wythoff, independiente del teorema de Beatty. Para  {\displaystyle \phi } el número de oro, se tiene que :
{\displaystyle {\frac {1}{\phi }}+{\frac {1}{\phi ^{2}}}=1\,.}
Las dos sucesiones obtenidas serán entonces :
- {\displaystyle E(n\phi )}, n>0 : 1, 3, 4, 6, 8, 9, 11, 12, 14, 16, 17, 19, 21, 22, 24, 25, 27, 29, ... (sucesión A000201 en OEIS)
- {\displaystyle E(n\phi ^{2})}, n>0 : 2, 5, 7, 10, 13, 15, 18, 20, 23, 26, 28, 31, 34, 36, 39, 41, 44, 47, ... (sucesión A001950 en OEIS)

Las parejas {\displaystyle (E(n\phi ),E(n\phi ^{2}))} aparecen en la resolución del juego de Wythoff, y caracterizan las posiciones a partir de las cuales el jugador marcado no puede ganar.